# (27681) 1981 EG10
A (27681) 1981 EG10 a Naprendszer kisbolygóövében található aszteroida. Schelte J. Bus fedezte fel 1981. március 1-jén.